# 中村友美 (アナウンサー)
中村 友美（なかむら ゆみ、1959年4月25日 - ）は、日本のアナウンサー、司会者、ナレーター。身長160cm。オールウェーブ・アソシエイツ所属。なお、本名は異なる。

## 来歴
東京都世田谷区出身。実家は美容院。高校生時代は放送部で、NHKのアナウンスコンテストで優勝。また、同じ高校生時代に通信教育で、「親孝行したいから」という理由で親と同じ美容師免許を取得している。
玉川学園女子短期大学卒業後に仙台放送にアナウンサーとして入社。約3年6か月在籍した後に退社し1984年にフリーアナウンサーとなる。その後は主にテレビ番組の司会やナレーターとして出演し、テレビ朝日の「朝のショッピング」、テレビ朝日の早朝番組「CNNモーニング」、テレビ東京の「タイムアイ」、「高島屋テレビショッピング」、日本テレビの「木曜スペシャル」「土曜トップスペシャル」などにフリーとして出演。
また、朝日放送のクイズ番組・「世界一周双六ゲーム」では当時朝日放送アナウンサーで司会の乾浩明と共に出演し、出題ナレーターを担当していた。